# Red Bull-Bora-Hansgrohe
La Red Bull-Bora-Hansgrohe (nota in passato come NetApp, Bora-Argon18 e Bora-Hansgrohe) è una squadra maschile tedesca di ciclismo su strada. Attiva nel professionismo dal 2010, a partire dal 2017 ha licenza di UCI WorldTeam.
La squadra è diretta da Ralph Denk, proprietario della società di riferimento Denk Pro Cycling GmbH & Co. KG, e ha sede a Niederndorf, in Austria. Sponsor principali sono Red Bull, Bora e Hansgrohe, aziende produttrici rispettivamente di bevande energetiche, cucine e rubinetteria, affiancate dal marchio statunitense di biciclette Specialized.

## Storia
Basata a Raubling, in Baviera, e sponsorizzata dalla società di sistemi di gestione dati NetApp, la squadra debutta nella stagione 2010 come formazione Continental. A comporla sono quattordici ciclisti, diretti dal manager Ralph Denk e dai ds Enrico Poitschke e Jens Heppner. Nella stagione 2011 il Team NetApp punta sulle corse in Belgio e in Germania, cogliendo comunque alcuni successi in Africa con Daryl Impey e una vittoria in Turchia con Blaž Jarc. L'anno dopo la squadra assume licenza Professional Continental, venendo invitata per la prima volta, a sorpresa, al Giro d'Italia.
Nel 2013 il Team NetApp si fonde con la formazione britannica Endura Racing, a formare il Team NetApp-Endura: in stagione il team viene invitato per la prima volta anche alla Vuelta a España, ottenendo una vittoria di tappa con Leopold König sul traguardo andaluso di Estepona. Nel 2014 arriva anche il primo invito al Tour de France. A inizio 2015 la squadra è rinominata in Bora-Argon 18 grazie all'ingresso di nuovi sponsor, l'azienda di cucine Bora e il telaista canadese Argon 18; in stagione arriva il secondo invito al Tour de France. Al Giro del Qatar arriva la prima vittoria stagionale.
A fine giugno 2016, prima dell'inizio del Tour de France, il team annuncia che dal 2017 il nome sarà modificato in Bora-Hansgrohe, grazie al supporto di Hansgrohe, azienda tedesca di rubinetteria. A seguito della nuova sponsorizzazione, e all'arrivo del partner tecnico Specialized, nel 2017 la squadra acquisisce una delle diciotto licenze UCI World Tour, mettendo sotto contratto il campione del mondo Peter Sagan e altri sette ciclisti anch'essi provenienti dalla dismessa Tinkoff. Nel biennio seguente è proprio Sagan a dare alla squadra i principali successi: nel 2017 una tappa al Tour de France e, in maglia slovacca, il titolo mondiale in linea, nel 2018 la Gand-Wevelgem, la Parigi-Roubaix e due tappe e la classifica a punti al Tour de France. Si mette in evidenza anche il velocista Sam Bennett, vincitore di tre tappe al Giro d'Italia 2018. 
Ad Agosto 2020 esce la notizia che Bora continuerà ad essere lo sponsor principale della squadra fino al 2024.
A Gennaio 2024 esce la notizia che Red Bull è interessata a comprare la Bora-Hansgrohe, cosa poi avvenuta con l'acquisizione del 51% della società. Prima dell'inizio del Tour de France 2024, avviene il cambio di denominazione della squadra in Red Bull-Bora-hansgrohe.

## Cronistoria

### Annuario
| Anno | Codice  | Nome                                                                       | Cat. | Biciclette  | Dirigenza |
| ---- | ------- | -------------------------------------------------------------------------- | ---- | ----------- | --- |
| 2010 | APP     | Team NetApp                                                                | CT   | Focus       | Manager: Ralph Denk Dir. sportivi: Ralph Denk, Jens Heppner, Enrico Poitschke |
| 2011 | APP     | Team NetApp                                                                | PCT  | Simplon     | Manager: Ralph Denk Dir. sportivi: Jens Heppner, Enrico Poitschke |
| 2012 | APP     | Team NetApp                                                                | PCT  | Simplon     | Manager: Ralph Denk Dir. sportivi: Jens Heppner, Enrico Poitschke |
| 2013 | TNE     | Team NetApp-Endura                                                         | PCT  | Fuji        | Manager: Ralph Denk Dir. sportivi: Enrico Poitschke, Christian Pömer, Alex Sans Vega, Brian Smith, José Teixeira, Jacek Walczak |
| 2014 | TNE     | Team NetApp-Endura                                                         | PCT  | Fuji        | Manager: Ralph Denk Dir. sportivi: Enrico Poitschke, Christian Pömer, Alex Sans Vega, André Schulze, Brian Smith, José Teixeira, Jacek Walczak |
| 2015 | BOA     | Bora-Argon 18                                                              | PCT  | Argon 18    | Manager: Ralph Denk Dir. sportivi:Enrico Poitschke, Sławomir Pasterki, Łukasz Piwowski, Christian Pömer, Steffen Radochla, André Schulze |
| 2016 | BOA     | Bora-Argon 18                                                              | PCT  | Argon 18    | Manager: Ralph Denk Dir. sportivi: Enrico Poitschke, Sławomir Pasterki, Łukasz Piwowski, Christian Pömer, Steffen Radochla, André Schulze |
| 2017 | BOH     | Bora-Hansgrohe                                                             | WT   | Specialized | Manager: Ralph Denk Dir. sportivi: Enrico Poitschke, Christian Pömer, Steffen Radochla, André Schulze, Ján Valach, Jens Zemke |
| 2018 | BOH     | Bora-Hansgrohe                                                             | WT   | Specialized | Manager: Ralph Denk Dir. sportivi: Enrico Poitschke, Helmut Dollinger, Christian Pömer, Steffen Radochla, André Schulze, Ján Valach, Francisco Vila, Jens Zemke                                                                                            |
| 2019 | BOH     | Bora-Hansgrohe                                                             | WT   | Specialized | Manager: Ralph Denk Dir. sportivi: Enrico Poitschke, Helmut Dollinger, Christian Pömer, Steffen Radochla, André Schulze, Sylwester Szmyd, Ján Valach, Francisco Vila, Jens Zemke                                                                           |
| 2020 | BOH     | Bora-Hansgrohe                                                             | WT   | Specialized | Manager: Ralph Denk Dir. sportivi: Enrico Poitschke, Helmut Dollinger, Jean-Pierre Heynderickx, Christian Pömer, Steffen Radochla, Christian Schrot, André Schulze, Sylwester Szmyd, Ján Valach, Jens Zemke                                                |
| 2021 | BOH     | Bora-Hansgrohe                                                             | WT   | Specialized | Manager: Ralph Denk Dir. sportivi: Enrico Poitschke, Helmut Dollinger, Jean-Pierre Heynderickx, Christian Pömer, Steffen Radochla, Christian Schrot, André Schulze, Sylwester Szmyd, Ján Valach, Hendrik Werner, Jens Zemke                                |
| 2022 | BOH     | Bora-Hansgrohe                                                             | WT   | Specialized | Manager: Ralph Denk Dir. sportivi: Rolf Aldag, Helmut Dollinger, Bernhard Eisel, Enrico Gasparotto, Jean-Pierre Heynderickx, Christian Pömer, Torsten Schmidt, Christian Schrot, Sylwester Szmyd, Hendrik Werner, Jens Zemke                               |
| 2023 | BOH     | Bora-Hansgrohe                                                             | WT   | Specialized | Manager: Ralph Denk Dir. sportivi: Rolf Aldag, Paolo Artuso, Helmut Dollinger, Bernhard Eisel, Enrico Gasparotto, Jean-Pierre Heynderickx, Christian Pömer, Torsten Schmidt, Christian Schrot, Sylwester Szmyd, John Wakefield, Hendrik Werner, Jens Zemke |
| 2024 | BOH RBH | Bora-Hansgrohe (fino al 26 giugno) Red Bull-Bora-Hansgrohe (dal 27 giugno) | WT   | Specialized | Manager: Ralph Denk Dir. sportivi: Rolf Aldag, Shane Archbold, Paolo Artuso, Bernhard Eisel, Enrico Gasparotto, Roger Hammond, Heinrich Haussler, Christian Pömer, Christian Schrot, Sylwester Szmyd, Patxi Vila, John Wakefield, Hendrik Werner           |
| 2025 | RBH     | Red Bull-Bora-Hansgrohe                                                    | WT   | Specialized | Manager: Ralph Denk Dir. sportivi: Rolf Aldag, Shane Archbold, Paolo Artuso, Bernhard Eisel, Enrico Gasparotto, Roger Hammond, Heinrich Haussler, Christian Pömer, Christian Schrot, Sylwester Szmyd, Patxi Vila, John Wakefield, Hendrik Werner           |

### Classifiche UCI

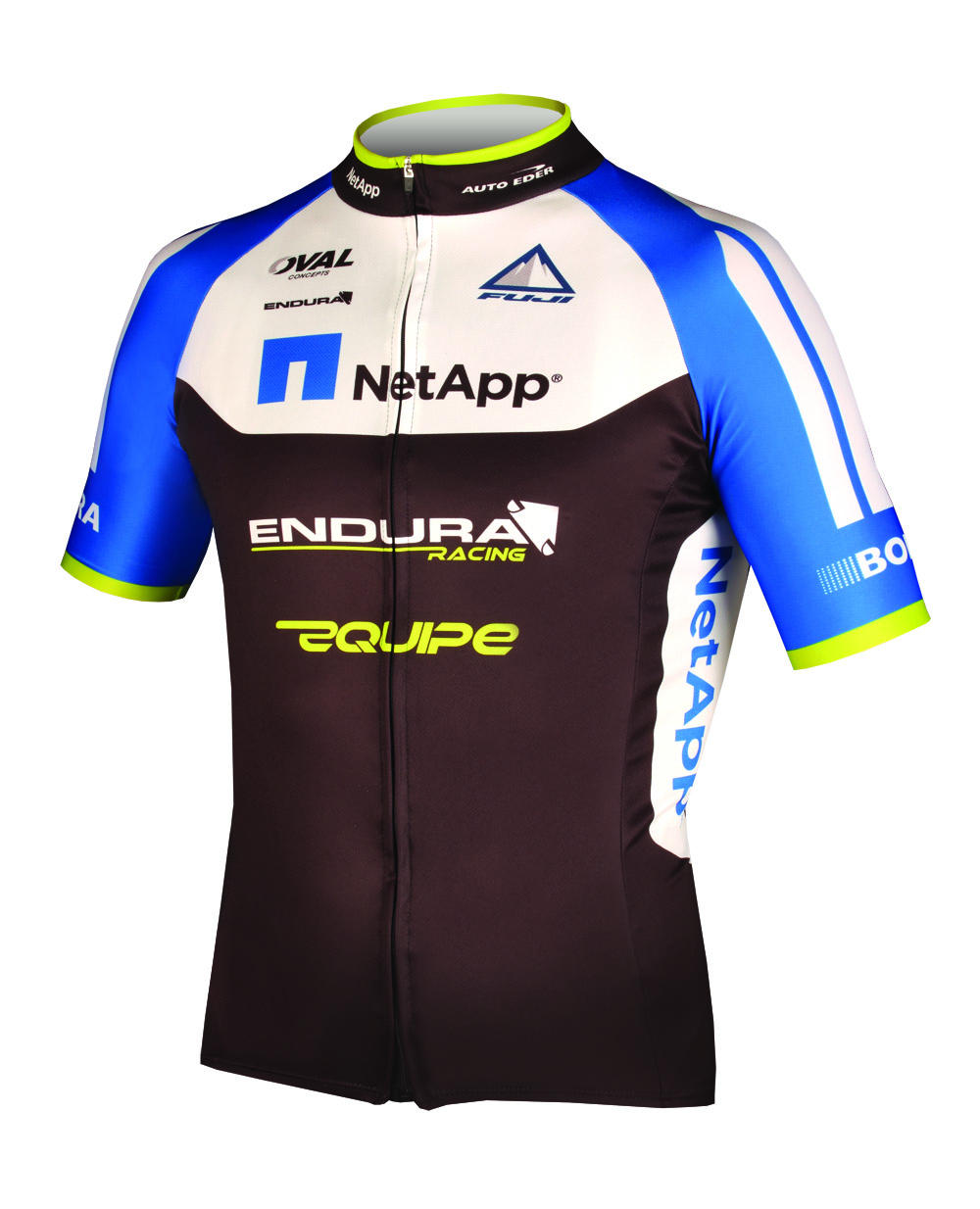
La maglia utilizzata dal Team NetApp-Endura nel 2013

Aggiornato al 22 ottobre 2024.
| Anno | Classifica | Pos. | Migliore cl. individuale    |
| ---- | ---------- | ---- | --------------------------- |
| 2010 | Asia T.    | 54º  | Andreas Schillinger (208º)  |
| 2010 | Europe T.  | 33º  | Andreas Schillinger (155º)  |
| 2011 | Africa T.  | 8º   | Daryl Impey (18º)           |
| 2011 | Asia T.    | 55º  | Robert Retschke (254º)      |
| 2011 | Europe T.  | 29º  | Leopold König (64º)         |
| 2012 | America T. | 23º  | Leopold König (45º)         |
| 2012 | Asia T.    | 57º  | Grischa Janorschke (188º)   |
| 2012 | Europe T.  | 9º   | Jan Bárta (36º)             |
| 2013 | America T. | 18º  | Leopold König (96º)         |
| 2013 | Asia T.    | 39º  | Ralf Matzka (106º)          |
| 2013 | Europe T.  | 16º  | Jan Bárta (13º)             |
| 2013 | Oceania T. | 8º   | Zakkari Dempster (24º)      |
| 2014 | America T. | 12º  | Tiago Machado (58º)         |
| 2014 | Asia T.    | 31º  | Daniel Schorn (129º)        |
| 2014 | Europe T.  | 9º   | Sam Bennett (11º)           |
| 2014 | Oceania T. | 11º  | Zakkari Dempster (48º)      |
| 2015 | America T. | 35º  | Paul Voss (278º)            |
| 2015 | Asia T.    | 47º  | Sam Bennett (125º)          |
| 2015 | Europe T.  | 16º  | Sam Bennett (21º)           |
| 2016 | America T. | 21º  | Emanuel Buchmann (107º)     |
| 2016 | Asia T.    | 17º  | Phil Bauhaus (80º)          |
| 2016 | Europe T.  | 10º  | Sam Bennett (26º)           |
| 2017 | World Tour | 8º   | Peter Sagan (4º)            |
| 2018 | World Tour | 3º   | Peter Sagan (2º)            |
| 2019 | World Tour | 2º   | Pascal Ackermann (7º)       |
| 2020 | World Tour | 6º   | Maximilian Schachmann (14º) |
| 2021 | World Tour | 7º   | Maximilian Schachmann (22º) |
| 2022 | World Tour | 4º   | Aleksandr Vlasov (5º)       |
| 2023 | World Tour | 10º  | Aleksandr Vlasov (26º)      |
| 2024 | World Tour | 5º   | Primož Roglič (8º)          |

## Divise
| Bora (2016) | Bora (2018) | Bora (2019) | Bora (2023) |

## Palmarès
Aggiornato al 27 luglio 2025.

### Grandi Giri
- Giro d'Italia

Partecipazioni: 10 (2012, 2017, 2018, 2019, 2020, 2021, 2022, 2023, 2024, 2025)
Vittorie di tappa: 14
2017: 1 (Lukas Pöstlberger)
2018: 3 (Sam Bennett)
2019: 3 (2 Pascal Ackermann, Cesare Benedetti)
2020: 1 (Peter Sagan)
2021: 1 (Peter Sagan)
2022: 2 (Lennard Kämna, Jai Hindley)
2023: 2 (Nico Denz)
2025: 1 (Nico Denz)
Vittorie finali: 1
2022 (Jai Hindley)
Altre classifiche: 2
2019: Punti (Pascal Ackermann)
2021: Punti (Peter Sagan)
- Tour de France

Partecipazioni: 12 (2014, 2015, 2016, 2017, 2018, 2019, 2020, 2021, 2022, 2023, 2024, 2025)
Vittorie di tappa: 11
2017: 2 (Peter Sagan, Maciej Bodnar)
2018: 3 (Peter Sagan)
2019: 1 (Peter Sagan)
2020: 1 (Lennard Kämna)
2021: 2 (Nils Politt, Patrick Konrad)
2023: 2 (Jai Hindley, Jordi Meeus)
Vittorie finali: 0
Altre classifiche: 3
2018: Punti (Peter Sagan)
2019: Punti (Peter Sagan)
2025: Giovani (Florian Lipowitz)
- Vuelta a España

Partecipazioni: 10 (2013, 2016, 2017, 2018, 2019, 2020, 2021, 2022, 2023, 2024)
Vittorie di tappa: 11
2013: 1 (Leopold König)
2017: 1 (Rafał Majka)
2019: 2 (Sam Bennett)
2020: 2 (Pascal Ackermann)
2022: 2 (Sam Bennett)
2023: 1 (Lennard Kämna)
2024: 3 (Primož Roglič)
Vittorie finali: 1
2024: (Primož Roglič)
Altre classifiche: 0

### Classiche monumento
- Parigi-Roubaix: 1

2018 (Peter Sagan)

### Campionati nazionali
- Campionati austriaci: 6

In linea: 2017 (Gregor Mühlberger); 2018 (Lukas Pöstlberger); 2019, 2021 (Patrick Konrad); 2024 (Alexander Hajek)
Cronometro: 2023 (Patrick Gamper)
- Campionati cechi: 6

In linea: 2013 (Jan Bárta)
Cronometro: 2012, 2013, 2014, 2015, 2017 (Jan Bárta)
- Campionati colombiani: 1

Cronometro: 2024 (Daniel Martínez)
- Campionati irlandesi: 3

In linea: 2019 (Sam Bennett)
Cronometro: 2023, 2025 (Ryan Mullen)
- Campionati italiani: 1

In linea: 2019 (Davide Formolo)
- Campionati lettoni: 1

Cronometro: 2017 (Aleksejs Saramotins)
- Campionati neozelandesi: 1

Cronometro: 2025 (Finn Fisher-Black)
- Campionati olandesi: 1

In linea: 2025 (Danny van Poppel)
- Campionati polacchi: 4

Cronometro: 2018, 2019 (Maciej Bodnar); 2024, 2025 (Filip Maciejuk)
- Campionati portoghesi: 1

In linea: 2016 (José Mendes)
- Campionati slovacchi: 5

In linea: 2017, 2019, 2020 (Juraj Sagan); 2018, 2021 (Peter Sagan)
- Campionati sudafricani: 1

Cronometro: 2011 (Daryl Impey)
- Campionati tedeschi: 7

In linea: 2015, 2023 (Emanuel Buchmann); 2017 (Marcus Burghardt); 2018 (Pascal Ackermann); 2019, 2021 (Maximilian Schachmann)
Cronometro: 2023 (Nils Politt)

## Organico 2025
Aggiornato al 1° gennaio 2025.

### Staff tecnico
|  | Naz.                     | Ruolo | Sportivo          |  |  |  |
|  | ------------------------ | ----- | ----------------- |  |  |  |
|  | Germania (bandiera)      | GM    | Ralph Denk        |  |  |  |
|  | Nuova Zelanda (bandiera) | DS    | Shane Archbold    |  |  |  |
|  | Italia (bandiera)        | DS    | Paolo Artuso      |  |  |  |
|  | Polonia (bandiera)       | DS    | Cesare Benedetti  |  |  |  |
|  | Austria (bandiera)       | DS    | Bernhard Eisel    |  |  |  |
|  | Svizzera (bandiera)      | DS    | Enrico Gasparotto |  |  |  |
|  | Slovenia (bandiera)      | DS    | Gregor Gazvoda    |  |  |  |
|  | Gran Bretagna (bandiera) | DS    | Roger Hammond     |  |  |  |
|  | Australia (bandiera)     | DS    | Heinrich Haussler |  |  |  |
|  | Spagna (bandiera)        | DS    | Pello Olaberria   |  |  |  |
|  | Austria (bandiera)       | DS    | Christian Pömer   |  |  |  |
|  | Germania (bandiera)      | DS    | Enrico Poitscke   |  |  |  |
|  | Polonia (bandiera)       | DS    | Sylwester Szmyd   |  |  |  |
|  | Spagna (bandiera)        | DS    | Patxi Vila        |  |  |  |
|  | Sudafrica (bandiera)     | DS    | John Wakefield    |  |  |  |
|  | Germania (bandiera)      | DS    | Hendrik Werner    |  |  |  |

### Rosa
|  | Naz.                     |  | Sportivo          | Anno |  |  |
|  | ------------------------ |  | ----------------- | ---- |  |  |
|  | Spagna (bandiera)        |  | Roger Adrià       | 1998 |  |  |
|  | Italia (bandiera)        |  | Giovanni Aleotti  | 1999 |  |  |
|  | Germania (bandiera)      |  | Nico Denz         | 1994 |  |  |
|  | Paesi Bassi (bandiera)   |  | Mick van Dijke    | 2000 |  |  |
|  | Paesi Bassi (bandiera)   |  | Tim van Dijke     | 2000 |  |  |
|  | Nuova Zelanda (bandiera) |  | Finn Fisher-Black | 2001 |  |  |
|  | Austria (bandiera)       |  | Alexander Hajek   | 2003 |  |  |
|  | Germania (bandiera)      |  | Emil Herzog       | 2004 |  |  |
|  | Colombia (bandiera)      |  | Sergio Higuita    | 1997 |  |  |
|  | Australia (bandiera)     |  | Jai Hindley       | 1996 |  |  |
|  | Germania (bandiera)      |  | Jonas Koch        | 1993 |  |  |
|  | Spagna (bandiera)        |  | Oier Lazkano      | 1999 |  |  |
|  | Germania (bandiera)      |  | Florian Lipowitz  | 2000 |  |  |
|  | Polonia (bandiera)       |  | Filip Maciejuk    | 1999 |  |  |
|  | Colombia (bandiera)      |  | Daniel Martínez   | 1996 |  |  |
|  | Belgio (bandiera)        |  | Jordi Meeus       | 1998 |  |  |
|  | Italia (bandiera)        |  | Gianni Moscon     | 1994 |  |  |
|  | Irlanda (bandiera)       |  | Ryan Mullen       | 1994 |  |  |
|  | Germania (bandiera)      |  | Anton Palzer      | 1993 |  |  |
|  | Italia (bandiera)        |  | Giulio Pellizzari | 2003 |  |  |
|  | Nuova Zelanda (bandiera) |  | Laurence Pithie   | 2002 |  |  |
|  | Paesi Bassi (bandiera)   |  | Danny van Poppel  | 1993 |  |  |
|  | Slovenia (bandiera)      |  | Primož Roglič     | 1989 |  |  |
|  | Italia (bandiera)        |  | Matteo Sobrero    | 1997 |  |  |
|  | Slovenia (bandiera)      |  | Jan Tratnik       | 1990 |  |  |
|  | Belgio (bandiera)        |  | Maxim Van Gils    | 1999 |  |  |
|  | Russia (bandiera)        |  | Aleksandr Vlasov  | 1996 |  |  |
|  | Danimarca (bandiera)     |  | Frederik Wandahl  | 2001 |  |  |
|  | Australia (bandiera)     |  | Sam Welsford      | 1996 |  |  |
|  | Germania (bandiera)      |  | Ben Zwiehoff      | 1994 |  |  |